# Тинејџерски идол
Тинејџерски идол је позната личност, са великом базом обожаватеља међу тинејџерима. Израз потиче из Северне Америке, тачније САД, мада је прва личност која се може сматрати идолом младих, био мађарски пијаниста Франц Лист. Обично су то музичке звезде и глумци. Некад су то особе које су и саме тинејџери односно постале славне као адолесценти, а некада су то старије особе, које су због свог изгледа, музике, или улога привлачне младима.

## Земље енглеског говорног подручја
Први идол младих у Америци је био Роџер Вулф Кан, који је са свега 16 година основао свој џез бенд. Успон тинејџ звезда и идола почиње педесетих и шездесетих година 20. века развојем културе намењене младима, од филмова, часописа, музике усмерене искључиво тинејџерима. Главни идоли овог доба били су холивудске звезде Џејмс Дин, који се прославио филмом Бунтовник без разлога, затим рок звезда Елвис Пресли, глумци златног доба Холивуда, Марлон Брандо, Таб Хантер, Пол Њуман, Трој Донахју и певачи Френки Авалон, Фабијан Форте, Боби Рајдел. Седамдесете године доносе звезде попут Марка Хамил, јунака Ратова звезда, и певаче као што је Мајкл Џексон. Током осамдесетих, глумци тинејџерског филма Јутарњи клуб, затим телевизијске глумице попут Алисе Милано, али и звезде омладинских филмова Кори Хејм и Кори Фелдман, и поп звезда Мадона. Деведесете доносе успон бој бендова попут Бекстрит бојса, певачице Бритни Спирс, и Кристину Агилеру и глумце као што су Ривер Финикс, Леонардо Дикаприо, Џони Деп, али и звезде тинејџ серија попут Лука Перија, Џејсона Пристлија, Џареда Лета и Чеда Мајкла Марија, затим у двехиљадитим најпопуларнији су биле звезде дизнијевих филмова и серија Хилари Даф, Мајли Сајрус, Џонас брадерс, Зак Ефрон и Аријана Гранде, док су тинејџ идоли новијег датума Џастин Бибер, јунаци серије Чудније ствари и Тејлор Свифт. У осталим земљама попут Велике Британије ту су One Direction, а раније Битлси, док је у Аустралији то била Кајли Миног, али и јунаци култне научнофантастичне новозеландске серије Племе.

## Азија
Тинејџ културу и идоле чине углавном музичке звезде кинеске, корејске и јапанске поп музике, попут Вонхоа, БТС-а, Герлс џенерејшон и других.

## Латинска Америка
Звезде и идоли Латинске Америке су били бојбендови као што је Менудо, музичари Рики Мартин, Луис Мигел, Шакира, RBD, јунакиње тинејџерске теленовеле Петнаестогодишњакиња Талија и Адела Норијега, и у новије време Малума.

## Европа
Идоли младих у земљама Европе варирају од земље до земље, то су били чланови немачког бенда Токио хотел, фронтмен финске групе Хим Виле Вало, Енрике Иглесијас, звезде шпанских тинејџерских серија Корак напред, Компањерос и Елитна школа, италијански рок бенд Манескин, док у земљама бивше Југославије то су били Тоше Проески, Здравко Чолић и Владо Калембер.

## Србија
Идоли младих у Србији варирали су од осамдесетих до данас, и поред музичких звезда у глумаца у Србији су то били и спортисти, али нажалост и криминалци. У осамдесетим то су били Драган Бјелогрлић као Боба у серији Бољи живот, рок звезде попут Ивице Вдовића и Милана Младеновића, и Никола Којо као Миша у серијалу Жикина династија. Деведесете доносе успон турбофолк музике те се као тинејџ звезде појављују Цеца која је то остала до данас,Драгана Мирковић, Аница Миленковић (која је имала 13 година кад се прославила песмом Ланчић), затим јунаци серије Метла без дршке, али и криминалци попут Александра Кнежевића Кнелета, чија је фотографија у часопису Дуга, али и мистерија његовог убиства, утицала на развој читаве субкултуре младих, такозвану дизелашку моду, кошуље у тренерицама и кајле око врата. Међу спортистима ту су фудбалер Ивица Краљ, Дејан Станковић и Пеђа Мијатовић, као и плесачица и певачица Ксенија Пајчин, који су се редовно налазили на листама најсексипилнијих момака и девојака у спортским, таблоидним, али и тинејџерским часописима., међу којима је предњачио Хупер. Двехиљадите доносе прву српску тинејџерску серију Неки нови клинци и поп звезде Сашу Ковачевића, Наташу Беквалац, тенисере Новака Ђоковића и Ану Ивановић, ватерполисту Александра Шапића, фудбалере Бошка Јанковића и Немању Видића, као и успон звезда гранда Милана Станковића и Милице Тодоровић. Појава Милана оживела је стварање фан клубова музичких звезда посебно на новим медијима као што је друштвена мржеа фејбук. Новији идоли младих су углавном музичари из хип хоп жанрова као што су Влада Матовић, Војаж и Бресквица, јутјубери попут Андрије Јо и Баке Прасета.